# Pearson PLC
Pearson PLC es una compañía editorial y de servicios educativos multinacional británica cuya sede se encuentra en Londres. Es la mayor compañía de servicios educativos y editora de libros del mundo.
En mayo de 2013, Pearson anunció una nueva estructura organizativa de manera de acelerar su penetración en cuanto a aprendizaje mediante medios digitales, servicios educativos y mercados emergentes. El cambio también tiene en cuenta la decisión de desacoplar el negocio editorial centrado en Penguin formando una entidad separada junto con Random House constituyendo Penguin Random House.
Esta nueva estructura combina las compañías de servicios educativos, Pearson International y Pearson North America bajo una única compañía denominada Pearson. Pearson se organizará en tres líneas globales de negocios – Escuela, Educación Superior y Profesional. El Financial Times Group y Pearson English formarán parte de Pearson Professional.
Pearson es propietaria del 47% de Penguin Random House, el mayor editor de libros del mundo, y del 50% del Economist Group, el grupo editorial especializado en negocios internacionales.
Pearson cotiza en la Bolsa de Londres y forma parte del índice FTSE 100. Además también cotiza sus acciones en la Bolsa de Nueva York.